# Kàixevo
Kàixevo (en rus: Кашево) és un poble de l'óblast de Pskov, a Rússia, segons el cens del 2010 tenia 17 habitants. Pertany al districte de Krasnogorodsk.